# Захарія Микола Федорович
Микола Федорович Захарія (17 жовтня 1910 — 23 січня 1989) — український науковець. Кандидат хімічних наук. Був одним з найвідоміших в СРСР і за його межами спектроскопистів, який активно розвивав і впроваджував у практику виробничого контролю емісійний спектральний аналіз.

## Життєпис
Народився 4 (17) жовтня 1910 року в місті Кишинів. У 1935 році закінчив Яський університет та Яський хіміко-технологічний інститут у 1936 році.
У 1936—1937 рр. — працював на Плоєштському нафтоперегіному заводі
У 1937—1940 рр. — працював на Баямарському хіміко-металургійному комбінаті
У 1940—1941 рр. — співробітник Кишинівського сільсько-господарського інституту
У 1941—1946 рр. — на Сухолозському металургійному заводі (Свердловська область, РФ)
У 1947—1957 рр. — завідувач лабораторії спектрального аналізу Українського науково-дослідного інституту рідкісних металів;
У 1957—1975 рр. — завідувач відділу спектрального аналізу
У 1975—1981 рр. — старший науковий співробітник відділу молекулярної структури Фізико-хімічного інституту АН УРСР в Одесі.

## Основні напрями наукових досліджень
- технологія та аналітичний контроль виробництва чистих речовин на основі рідкісних елементів, кольорових металів;
- розроблення методів кількісного спектрального аналізу руд, мінералів і продуктів їх перероблення;
- створення різноманітних стандартів зразків складу для градуювання спектрально-аналітичної апаратури.

## Автор наукових праць
- Исследование термохимических процессов в спектральном анализе // Изв. АН СССР. Сер. физ. 1963. Т. 27, № 1 (співавт.);
- Спектрографическое определение германия в рудах, минералах и золе углей // УХЖ. 1966. Т. 32, № 12 (співавт.);
- Спектрофотометрическое определение примесей в металлическом титане и двуокиси титана особой чистоты // Журн. приклад. спектроскопии. 1974. Т. 21, № 2 (співавт.);
- Некоторые вопросы теории процессов испарения и атомизации примесей в атомном спектральном анализе тугоплавких веществ // Приклад. спектроскопия. Москва, 1977.

## Сім'я
- Син — Захарія Олександр Миколайович (1947—2018), український хімік.
- Дружина — Захарія Галина Петрівна, випускниця Одеської консерваторії ім. Н.Нежданової[2].